# パイパーズ
『パイパーズ』（PIPERS）は、管楽器専門の日本の月刊音楽雑誌。1981年8月創刊、2023年3月休刊。

## 概要
「管楽器と人の雑誌」を旗印に1981年に創刊。主にクラシックを中心として管楽器・打楽器に関する専門的な記事で地位を築いていた。児童・生徒の吹奏楽を中心とした従来の雑誌と比較して、プロ志向、学術的専門性を打ち出していた。

## 執筆・寄稿
オーボエ奏者・指揮者の茂木大輔が1990年代から執筆活動の出発点としていた事で知られる。木幡一誠（木管・一般、CD評）、成澤良一（ダブルリード・近代日本音楽史）らが執筆の常連となっていた。
2023年4月号（3月20日発売）、通算500号を以て休刊とするとの発表があった。出版元の杉原書店はその後も楽譜の販売やバックナンバー販売などの業務を続けるとしている。

### 主な連載作品
- 半沢周三『光芒の河』 (単行本は葦書房より『光芒の序曲―榊保三郎と九大フィル』として出版された)[4]
- 竹内明彦『管楽器が鳴っているとき楽器の中では何が起こっているか』『楽器学のすすめ』ほか (単行本はヤマハミュージックエンタテインメントHDより『こうして管楽器はつくられる ～設計者が語る「楽器学のすすめ」』として出版された)[5]
- 佐伯茂樹『トロンボーン・マスターピース 大作曲家のトロンボーン作品』、『管楽器奏者のための音故知新』[6][7] (連載を再構成して、音楽之友社より『名曲の「常識」「非常識」:オーケストラのなかの管楽器考現学』（2002年）として出版)[8]